# Kruideniersmuseum Utrecht
Het Kruideniersmuseum Utrecht, voorheen Museum voor het Kruideniers-bedrijf of Betje Boerhavemuseum is een museum annex snoep- en kruidenierswinkel in Utrecht. In 2022 verhuisde het museum van Hoogt 6 naar Hoogt 10.
Het museum is in 1974 gesticht. Het biedt een indruk van het Nederlands kruideniersbedrijf in vroegere tijden door middel van tijdelijke en permanente tentoonstellingen. Eraan verbonden is een kruidenierswinkel met verkoop en winkelinrichting van onder meer snoepgoed en huishoudelijke artikelen van voor de grootschalige opkomst van het zelfbedieningssysteem en de supermarkten.
Naast particulieren sponsoren diverse bedrijven en organisaties zoals supermarktketens het museum. De naam Betje Boerhavemuseum was genoemd naar Betje Boerhave, een - zo is in 2017 definitief vastgesteld - fictieve Utrechtse kruideniersvrouw met haar even fictieve dagboeken.

## Fotogalerij

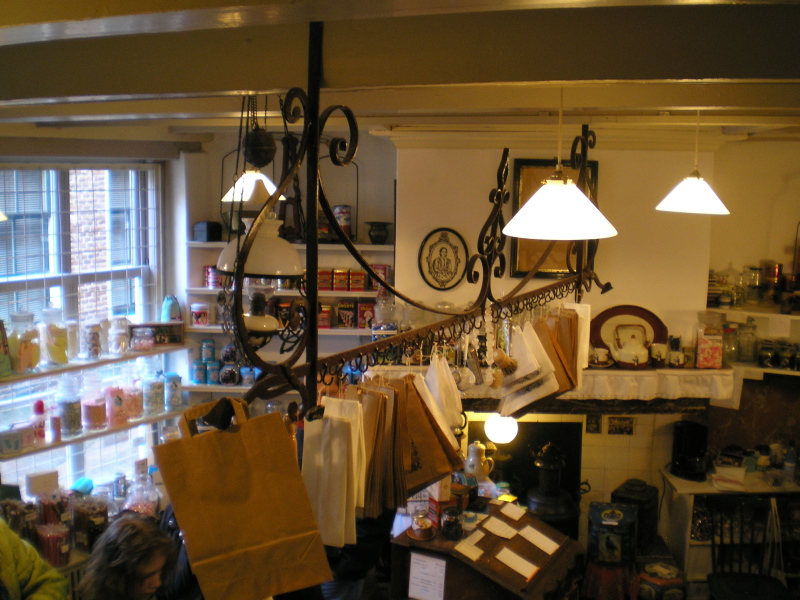
Interieur Hoogt 6